# Ebenheit (Struppen)
Ebenheit ist ein Ortsteil von Struppen im Landkreis Sächsische Schweiz-Osterzgebirge in Sachsen.

## Geographie
Ebenheit liegt südöstlich der sächsischen Landeshauptstadt Dresden in der Sächsischen Schweiz. Es liegt auf der namensgebenden Struppener bzw. Pirnaer Ebenheit, einer leicht nach Norden abfallenden Ebene, zwischen den Tälern der Elbe im Nordosten und der Gottleuba im Südwesten. Ebenheit gliedert sich in das locker bebaute Platzdorf Niederebenheit im Osten der Flur, den 500 Meter westlich davon gelegenen Weiler Oberebenheit und drei abseits, im Südwesten der Flur gelegene Vorwerke. 
Die Fluren werden größtenteils landwirtschaftlich genutzt, vor allem für den Obstbau (Kulturapfel). Zum Broterwerb dient die Landwirtschaft jedoch nur noch wenigen Einwohnern. Der ortsansässige „Geflügelhof Struppen“ hat sich auf Hühnerhaltung und Eierverkauf spezialisiert. Im Ort haben sich einige kleine Handwerksbetriebe niedergelassen. Außerdem gibt es eine Freiwillige Feuerwehr. Neben den vielen historischen Dreiseitenhöfen zeugt eine steinerne Wegsäule aus der Zeit Napoleons von der Geschichte des Ortsteils.
Die Gemarkung Ebenheit im äußersten Westen des Elbsandsteingebirges greift nach Westen weit ins Stadtgebiet der Kreisstadt Pirna ein. Nächste Orte sind die Pirnaer Stadtteile Krietzschwitz im Süden, Südvorstadt im Südwesten, Sonnenstein im Westen, Cunnersdorf im Nordwesten und Niedervogelgesang im Norden. Einzig auf einem wenige 100 Meter langen Abschnitt im Osten grenzen am Abhang zum Struppengrund Flurstücke der Gemarkung Struppen an, die ebenso wie Ebenheit zur Gemeinde Struppen zählt.
Durch den Südwesten der Flur verläuft die Bundesstraße 172 auf ihrem Abschnitt zwischen Pirna und Königstein (Sächsische Schweiz). Eine weitere wichtige Straße ist die Verbindung von Sonnenstein nach Struppen (Staatsstraße 168). Dazwischen verlaufen mehrere kleine Straßen, die Niederebenheit, Oberebenheit und die Vorwerke erschließen sowie landwirtschaftlichen Zwecken dienen. In Ebenheit besteht Anschluss an Buslinien des Regionalverkehrs Sächsische Schweiz-Osterzgebirge (RVSOE), im benachbarten Obervogelgesang, erreichbar durch den Struppengrund, sowie am Bahnhof Pirna an die S-Bahn Dresden.

## Geschichte

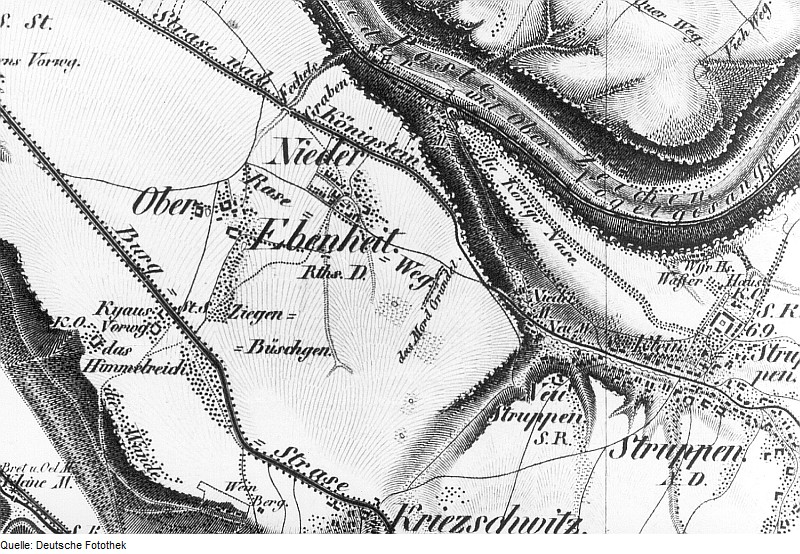
„Nieder Ebenheit“ und „Ober Ebenheit“ sowie die Vorwerke „das Himmelreich“ und „Kyaus Vorwg.“ auf einer Karte aus dem Oberreitschen Atlas, Mitte des 19. Jahrhunderts

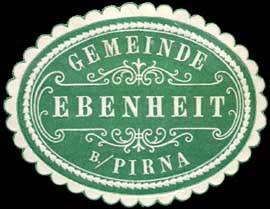
Siegelmarke der Gemeinde Ebenheit bei Pirna

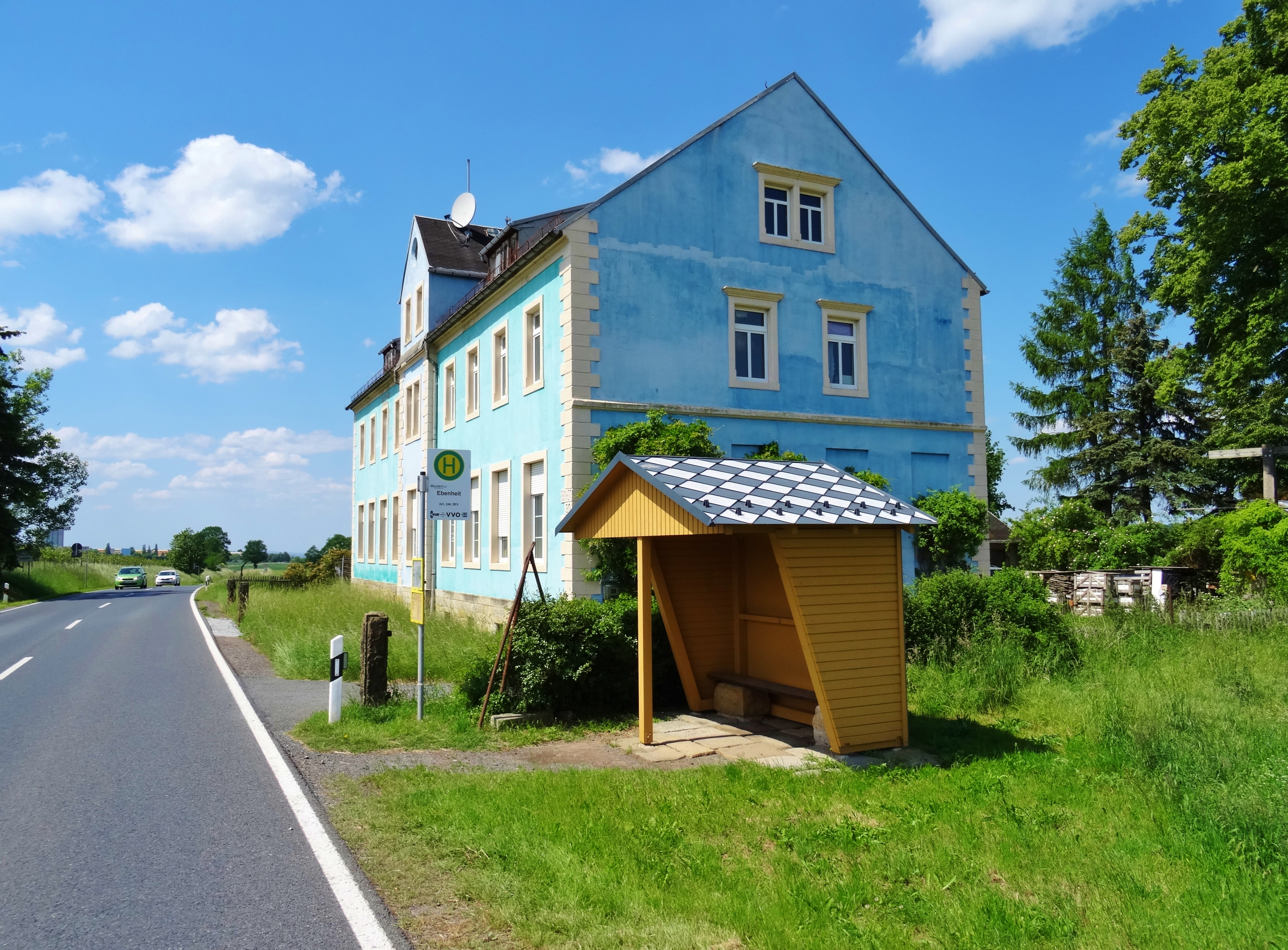
Bus-Haltestelle Ebenheit

Erstmals erwähnt wurde die Örtlichkeit 1551 als „Uff der Ebendt“ („auf der Ebenheit“). Der Ortsname ist mittelhochdeutschen Ursprungs, leitet sich von dem regional verbreiteten Flurnamen Ebenheit ab, der „ebene Hochfläche“ bedeutet, und meint somit eine „Siedlung auf der Hochfläche“. Im Jahr 1637 werden „die Ebendter“ erwähnt, 1724 dann „Gärtner auf der Ebenheit“. Zur Unterscheidung vom sieben Kilometer östlich gelegenen Königsteiner Ortsteil Ebenheit (auch: „Königsteiner Ebenheit“) hieß dieser Ort 1834 „Ebenheit bei Pirna“ (auch: „Pirnaische Ebenheit“).
Den Ort umgab eine gewannähnliche Block- und Streifenflur mit einer Fläche von 219 Hektar, in der sich neben den Orten Ober- und Niederebenheit mit den Vorwerken Himmelreich und Rotes Gut sowie dem Kyauschen Vorwerk drei große Landwirtschaftsbetriebe befanden. Eingepfarrt war Ebenheit in die Pirnaer Marienkirche, später in die ev.-luth. Kirchgemeinde Pirna-Sonnenstein. Der Ort unterstand grundherrschaftlich dem Rat zu Pirna; die Verwaltung oblag dem Amt Pirna. Auf Grundlage der Landgemeindeordnung von 1838 erlangte Ebenheit seine Selbstständigkeit als Landgemeinde. Die Ebenheiter Schule wurde 1837 erbaut und seither auch von den Kindern aus Niedervogelgesang und Cunnersdorf besucht, 1954 infolge des Neubaus von Schulen in Struppen und Pirna jedoch wieder geschlossen. Seit 1875 war der Ort Teil der Amtshauptmannschaft Pirna, die 1939 in Landkreis Pirna umbenannt wurde. Von 1952 bis 1994 gehörte Ebenheit dem Kreis Pirna an, seit 1973 als Teil von Struppen infolge der Eingemeindung.

## Einwohnerentwicklung
| Jahr | Einwohner                    |
| ---- | ---------------------------- |
| 1551 | 6 besessene Mann, 1 Inwohner |
| 1748 | 17 Häusler                   |
| 1834 | 125                          |
| 1871 | 185                          |
| 1890 | 223                          |
| 1910 | 211                          |
| 1925 | 212                          |
| 1939 | 259                          |
| 1946 | 270                          |
| 1950 | 287                          |
| 1964 | 239                          |